# Nationalliga A (Schach) 2003
In der Saison 2003 der Schweizer Nationalliga A im Schach hatte der Titelverteidiger SG Zürich bereits vor der letzten Runde den ersten Platz sicher, am Ende betrug der Vorsprung auf den Vizemeister SG Biel drei Punkte.
Aus der Nationalliga B waren die SG Riehen und Lugano CS aufgestiegen. Während Riehen den Klassenerhalt erreichte, musste Lugano zusammen mit der SG Winterthur direkt wieder absteigen. Zu den gemeldeten Mannschaftskadern der teilnehmenden Vereine siehe Mannschaftskader der Schweizer Nationalliga A im Schach 2003.

## Abschlusstabelle
| Pl. | Verein                     | Sp | G | U | V | MP   | Brett-P.  |
| --- | -------------------------- | -- | - | - | - | ---- | --------- |
| 01. | SG Zürich (M)              | 9  | 7 | 2 | 0 | 16:2 | 44,5:27,5 |
| 02. | SG Biel                    | 9  | 6 | 1 | 2 | 13:5 | 42,5:29,5 |
| 03. | Sorab Basel                | 9  | 4 | 3 | 2 | 11:7 | 40,5:31,5 |
| 04. | Schachfreunde Reichenstein | 9  | 4 | 2 | 3 | 10:8 | 39,0:33,0 |
| 05. | SG Riehen (N)              | 9  | 4 | 2 | 3 | 10:8 | 35,5:36,5 |
| 06. | SK Bern                    | 9  | 3 | 2 | 4 | 8:10 | 34,5:37,5 |
| 07. | Schachklub Luzern          | 9  | 2 | 3 | 4 | 7:11 | 34,5:37,5 |
| 08. | SV Wollishofen             | 9  | 3 | 1 | 5 | 7:11 | 32,5:39,5 |
| 09. | SG Winterthur              | 9  | 2 | 2 | 5 | 6:12 | 34,5:37,5 |
| 10. | Lugano CS (N)              | 9  | 1 | 0 | 8 | 2:16 | 22,0:50,0 |

## Entscheidungen
|     | Schweizer Meister: SG Zürich                              |
|     | Absteiger in die Nationalliga B: SG Winterthur, Lugano CS |
| (M) | Meister der letzten Saison                                |
| (N) | Aufsteiger der letzten Saison                             |

## Kreuztabelle
| Ergebnisse | Ergebnisse                 | 01. | 02. | 03. | 04. | 05. | 06. | 07. | 08. | 09. | 10. |
| ---------- | -------------------------- | --- | --- | --- | --- | --- | --- | --- | --- | --- | --- |
| 01.        | SG Zürich                  |     | 4½  | 4   | 5   | 5½  | 5   | 4½  | 6½  | 4   | 5½  |
| 02.        | SG Biel                    | 3½  |     | 2   | 4½  | 6   | 4   | 5½  | 6   | 4½  | 6½  |
| 03.        | Sorab Basel                | 4   | 6   |     | 4   | 3½  | 3   | 4   | 4½  | 5   | 6½  |
| 04.        | Schachfreunde Reichenstein | 3   | 3½  | 4   |     | 5½  | 5   | 4   | 3   | 5½  | 5½  |
| 05.        | SG Riehen                  | 2½  | 2   | 4½  | 2½  |     | 4   | 4½  | 4   | 5   | 6½  |
| 06.        | SK Bern                    | 3   | 4   | 5   | 3   | 4   |     | 5½  | 3½  | 2   | 4½  |
| 07.        | Schachklub Luzern          | 3½  | 2½  | 4   | 4   | 3½  | 2½  |     | 5½  | 4   | 5   |
| 08.        | SV Wollishofen             | 1½  | 2   | 3½  | 5   | 4   | 4½  | 2½  |     | 3   | 6½  |
| 09.        | SG Winterthur              | 4   | 3½  | 3   | 2½  | 3   | 6   | 4   | 5   |     | 3½  |
| 10.        | Lugano CS                  | 2½  | 1½  | 1½  | 2½  | 1½  | 3½  | 3   | 1½  | 4½  |     |

## Aufstiegsspiele zur Nationalliga A
Für die Aufstiegsspiele qualifiziert hatten sich aus der Nationalliga B Ost der Sieger SK Mendrisio und der Zweitplatzierte SC Bodan, aus der Nationalliga B West der Sieger Rössli Reinach und der Zweite Club d’échecs de Genève (der sich im Stichkampf gegen den mannschafts- und brettpunktgleichen Dritten Joueur Lausanne durchsetzte). Die Aufstiegsspiele zwischen Mendrisio und Genève sowie zwischen Reinach und Bodan fanden bei den Staffelsiegern statt. In beiden Wettkämpfen konnten sich die Gastgeber, die damit in die Nationalliga A aufstiegen, knapp durchsetzen. Mendrisio siegte mit 5:3, Reinach behielt nach einem 4:4 dank der besseren Berliner Wertung (20½:15½) die Oberhand.
| SK Mendrisio        | Genève CE             | Ergebnis |
| ------------------- | --------------------- | -------- |
| Igor Glek           | Wolodymyr Tukmakow    | ½:½      |
| Bruno Belotti       | Gilles Mirallès       | ½:½      |
| Elena Sedina        | Richard Gerber        | 1:0      |
| Renzo Mantovani     | Agripa Leib           | ½:½      |
| Paolo Vezzosi       | Alexandre Vuilleumier | ½:½      |
| Emiliano Aranovitch | Vladimir Kocacevic    | 1:0      |
| Nicola Ferrari      | Paolo di Minico       | 0:1      |
| Hans Karl           | Daniel Gurtner        | 1:0      |

| Rössli Reinach   | SC Bodan         | Ergebnis |
| ---------------- | ---------------- | -------- |
| József Pintér    | Simon Kümin      | 1:0      |
| Stefan Mohr      | Frank Zeller     | 1:0      |
| Guntram Gärtner  | Marcel Wildi     | ½:½      |
| Georg Danner     | Dieter Knödler   | 0:1      |
| Afrim Fejzullahu | Peter Plüss      | 0:1      |
| Martin Preiss    | Michael Schmid   | ½:½      |
| Ralph Buss       | Werner Rapparlie | 0:1      |
| Philipp Ammann   | Max Knaus        | 1:0      |

## Die Meistermannschaft
| 1.            | SG Zürich |
| Schachfiguren | Werner Hug, Viktor Kortschnoi, Jörg Grünenwald, Florian Jenni, Lucas Brunner, Lothar Vogt, Filip Daniel Goldstern, Norbert Friedrich, Christian Gabriel. |